# Christopher Street Day
Christopher Street Day (z ang. Dzień Ulicy Krzysztofa, CSD) – święto obchodzone corocznie przez społeczność LGBT na pamiątkę wydarzeń Stonewall, zamieszek na tle dyskryminacji mniejszości seksualnych, które rozegrały się w 1969 roku w Nowym Jorku. Nazwa pochodzi od ulicy, przy której znajdował się pub dla gejów, gdzie miały miejsce zamieszki Stonewall – Christopher Street w dzielnicy Greenwich Village.
Termin CSD jest używany głównie w Niemczech i Szwajcarii; w innych krajach do opisania podobnych parad osób LGBT używa się raczej terminu gay pride, akcentującego godność w związku z orientacją seksualną czy tożsamością płciową.